# Sauris nigricincta
Sauris nigricincta là một loài bướm đêm trong họ Geometridae.